# Übernamen der Engadiner Dörfer
Die Übernamen der Engadiner Dörfer sind eine kulturelle Besonderheit insbesondere des Unterengadins im Kanton Graubünden und historisch später und etwas weniger verbreitet auch im Oberengadin, bei der jedes Dorf einen Über- bzw. Spottnamen (rätoromanisch in den ladinischen Idiomen surnom) erhalten hat. Der Name steht in Verbindung mit Legenden, die sich um das jeweilige Dorf ranken. Die Tradition, Einwohner mit dem Übernamen zu belegen, hat sich bis heute im Engadin erhalten.

## Geschichte

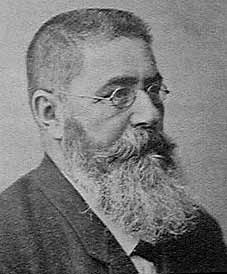
Gaudenz (oder: Gudench) Barblan (* 1860, † 1916)

Die Übernamen entsprechen jahrhundertealter mündlicher Tradition und gehen auf die Frühe Neuzeit zurück. Schriftlich fixiert wurden sie erstmals vom Scuoler Rechtsanwalt Nott Arquint im Jahre 1880. Sie erscheinen in poetischer Form in einer Gedichtssammlung Burlescas d’Engiadina (‹Engadiner Possen›). In dieser Kollektion fehlen die Oberengadiner Orte, die dort alle unter der Bezeichnung ils puters (auch der Ausdruck für die oberengadinische Sprache) subsumiert werden.
1909 ergänzte Gaudenz Barblan die Erzählungen um die Oberengadiner Orte anhand alter Überlieferung und veröffentlichte die gesamtengadinische Sammlung in den Annalas da la Società Retorumantscha (‹Jahrbücher der Rätoromanischen Gesellschaft›).

## Die Übernamen

### Unterengadin
- Compatsch/Champatsch (Samnaun) – die Geschickten (ils indschignaivels)
- Tschlin – die Zigeuner (ils tschiainders)
- Ramosch – die Ahlentreiber (ils süblats)
- Sent – die Esel (ils asens)
- Scuol – die Schweine (ils porchs oder ils tschucals)
- Tarasp – die Messefresser (ils magliamessas)
- Ftan – die Ochsen (ils muois)
- Ardez – die Schafe (la bescha [kollektiver Plural])
- Guarda – die Spekulanten (ils speculants), vgl. unten Celerina/Schlarigna
- Lavin – die Kuhwürger (ils stranglavachas)
- Susch – die Mörder (ils morders)
- Zernez – die Hundefresser (ils magliachognas)

### Oberengadin
- allgemein: die Mehlbreier (ils puters)
- Susauna – die Schreckgespenster (ils buzibaus)
- Zuoz – die Bellos [Hunderufname] (ils Bellos)
- Samedan – die Schinder (ils scurchets)
- La Punt – die Fischer (ils pas-cheders)
- Bever – die Doktoren (ils duttugrs)
- Pontresina – die Bhietigotten [vom Abschiedsgruss auf der Punt Ota Bhüet di Gott ‹behüte dich Gott›] (ils pietigots)
- Celerina/Schlarigna – die Spekulanten (ils speculants), vgl. oben Guarda
- St. Moritz / San Murezzan – die Drachen (ils draguns)
- Silvaplana – die Feuerschlager (ils battafös)
- Sils im Engadin/Segl – die Heuschrecken (ils sagliuots)